# Arraial Novo do Bom Jesus
O Arraial Novo do Bom Jesus localizava-se a cerca de oito quilômetros do centro histórico do Recife e de Olinda, na antiga capitania de Pernambuco, no Estado do Brasil.
Esta fortificação inscreve-se no contexto da segunda das invasões holandesas do Brasil.

## História
SOUSA (1885) localiza esta fortificação no lugar conhecido como "Gargantão", dominando Olinda, Recife e os Afogados (op. cit., p. 86). GARRIDO (1940) localiza-a em uma elevação, a uma légua do Recife (op. cit., p. 68). BARRETTO (1958) menciona que um forte, com a denominação de Forte do Morro do Bom Jesus ou Forte do Bom Jesus, ergueu-se no "Gargantão", entre Olinda e Recife, próximo ao Forte de São João Batista do Brum, sobre o Arco do Bom Jesus, porta de entrada em Recife para quem vinha de Olinda (ver Portas do Recife de Olinda). Teria estado guarnecido por seis praças sob o comando de um Sargento, e teria sido artilhado com doze peças de bronze (op. cit., p. 139).
O chamado Arraial Novo, erguido a partir de Setembro de 1645 por determinação do mestre-de-campo João Fernandes Vieira (1602-1681), foi inaugurado em 1 de janeiro de 1646. A sua função era a de guardar as munições de guerra e de boca das forças de resistência portuguesa (GARRIDO, 1940:68), que aí se concentravam, e de onde saíram para a primeira Batalha dos Guararapes (19 de abril de 1648), e para a segunda Batalha dos Guararapes (19 de fevereiro de 1649). Deste arraial foi coordenado o assédio português a Mauritsstadt (a cidade Maurícia, atual Recife).
BENTO (1971) adita: "O forte foi traçado pelo Mestre de Campo Teodósio Estrate, e erguido no local, onde, até bem pouco tempo funcionara o engenho Roterdam do holandês Willem Bierboom." (op. cit., p. 159)
Estava artilhado com oito peças de diversos calibres, vindas de Porto Calvo e de Penedo, reconquistadas (GARRIDO, 1940:68).
No local onde se ergueu o Forte do Arraial [novo] do Bom Jesus, desativado com o fim da campanha (1654), foi erigida uma coluna de granito comemorativa pelo Instituto Arqueológico, Histórico e Geográfico Pernambucano, em 1872, restaurada em 1917 por iniciativa do General Joaquim Inácio Batista Cardoso (GARRIDO, 1940:68).
Atualmente, o sítio arqueológico, com os vestígios de uma muralha e de dois baluartes de terra, é ocupado por uma praça pública administrada pela prefeitura, à Av. do Forte s/n°, no bairro de Torrões, no Recife.